# 克莱县 (堪萨斯州)
克萊縣（英語：Clay County，簡稱CY）是美國堪薩斯州北部的一個縣。面積1,698平方公里。根据美國2000年人口普查，共有人口8,822人。縣治克萊森特（Clay Center）。
成立於1857年2月20日，縣政府成立於1822年2月11日。縣名紀念代表肯塔基州的聯邦參議員、國務卿亨利·克萊（Henry Clay）。本縣為一禁酒的縣。